# Clemens Holzmeister
Clemens Holzmeister (Fulpmes, 27 marzo 1886 – Hallein, 12 giugno 1983) è stato un architetto austriaco, e scenografo dei primi del Novecento. L'Accademia austriaca di Belle arti annovera un totale di 673 progetti nel corso della sua vita.

## Biografia

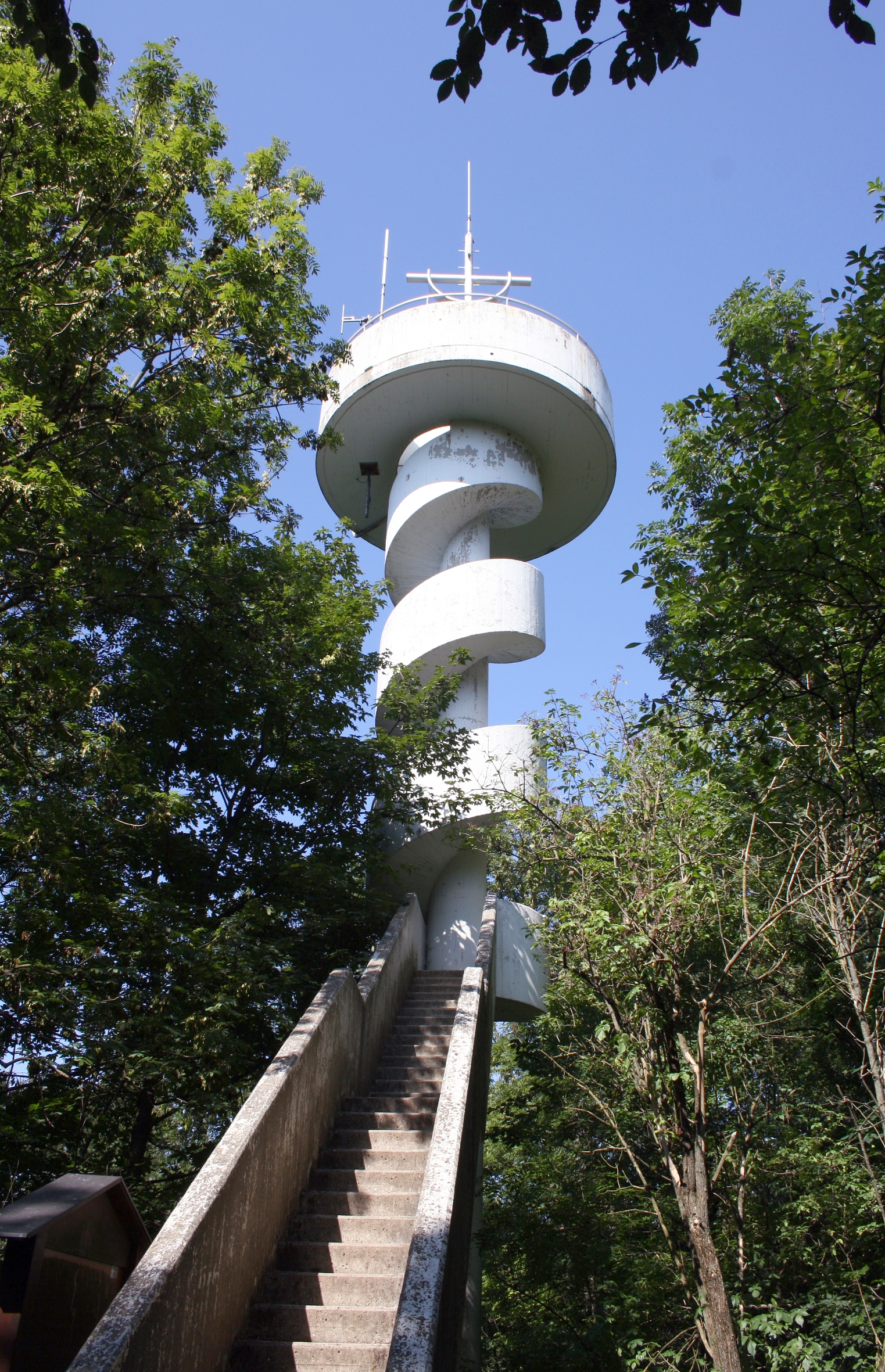
Il Leopold-Figl-Warte, una delle sue opere.

Holzmeister nacque nel villaggio di Fulpmes nel land tirolese dell'Austria. Si sposò con Judith Bridarolli nel 1913 a Innsbruck. Nel 1914 nacque a Vienna il figlio Guido. Frequentò l'Università tecnica di Vienna e conseguì un dottorato in architettura nel 1919. Sua figlia Judith Holzmeister nacque a Innsbruck nel 1920. Dopo aver presentato e vinto un progetto, nel 1924 divenne capo del dipartimento di architettura dell'Accademia di belle arti austriaca. Nel 1926 curò la ristrutturazione del Festival Theatre di Salisburgo, e trascorse quindi alcuni anni erigendo diversi edifici governativi ad Ankara, in Turchia.
Nel 1931 Holzmeister divenne Direttore dell'Accademia austriaca di belle arti. Oltre ai progetti di costruzione in Austria, Germania e Turchia, rimase Direttore dell'Accademia fino a quando non fu rimosso da questo incarico durante l'Anschluss dal nuovo governo tedesco nel 1938. Sebbene i suoi uffici, giornali e pubblicazioni fossero stati sequestrati dai nazisti, ebbe la fortuna di essere in quel momento in Turchia per un altro incarico durante il quale progettò l'edificio del Parlamento turco (1938) e numerosi altri edifici statali. Rimase in Turchia fino al 1954, e tornò poi in Austria, dove i suoi incarichi degli anni '50 includono il Großes Festspielhaus.
Il suo corpus di opere comprende un gran numero di edifici pubblici e semi-pubblici e chiese. Sviluppò una nuova interpretazione delle tradizioni costruttive locali tra semplicità ed espressività. Costruì anche monumenti e scenografie.
Holzmeister lavorò più volte come scenografo a partire dagli anni '30 in collaborazione con Max Reinhardt per il quale creò la Faust-City per il Festival di Salisburgo. Negli anni '50 Holzmeister tornò alla scenografia e lavorò nuovamente per il Festival di Salisburgo (Don Giovanni), nonché per la Wiener Staatso (Fidelio, 1955, per l'inaugurazione della rinnovata Opera Statale) e per il Burgtheater. Le scenografie di Holzmeister rispettavano sempre i requisiti delle produzioni teatrali, ma senza mai nascondere il background architettonico del suo creatore.

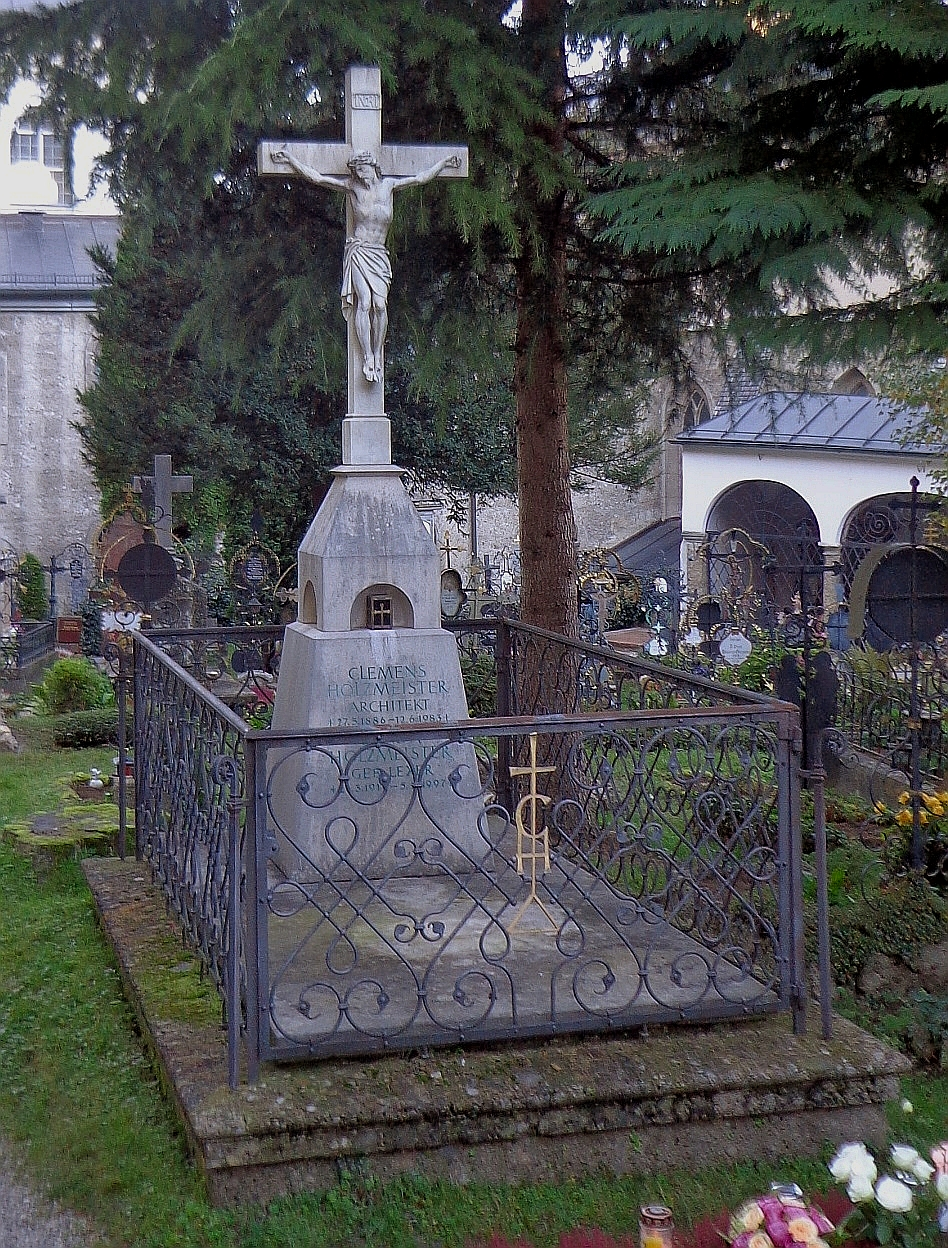
Tomba di Clemens Holzmeister a Petersfriedhof Salisburgo

È sepolto nel cimitero di San Pietro a Salisburgo.

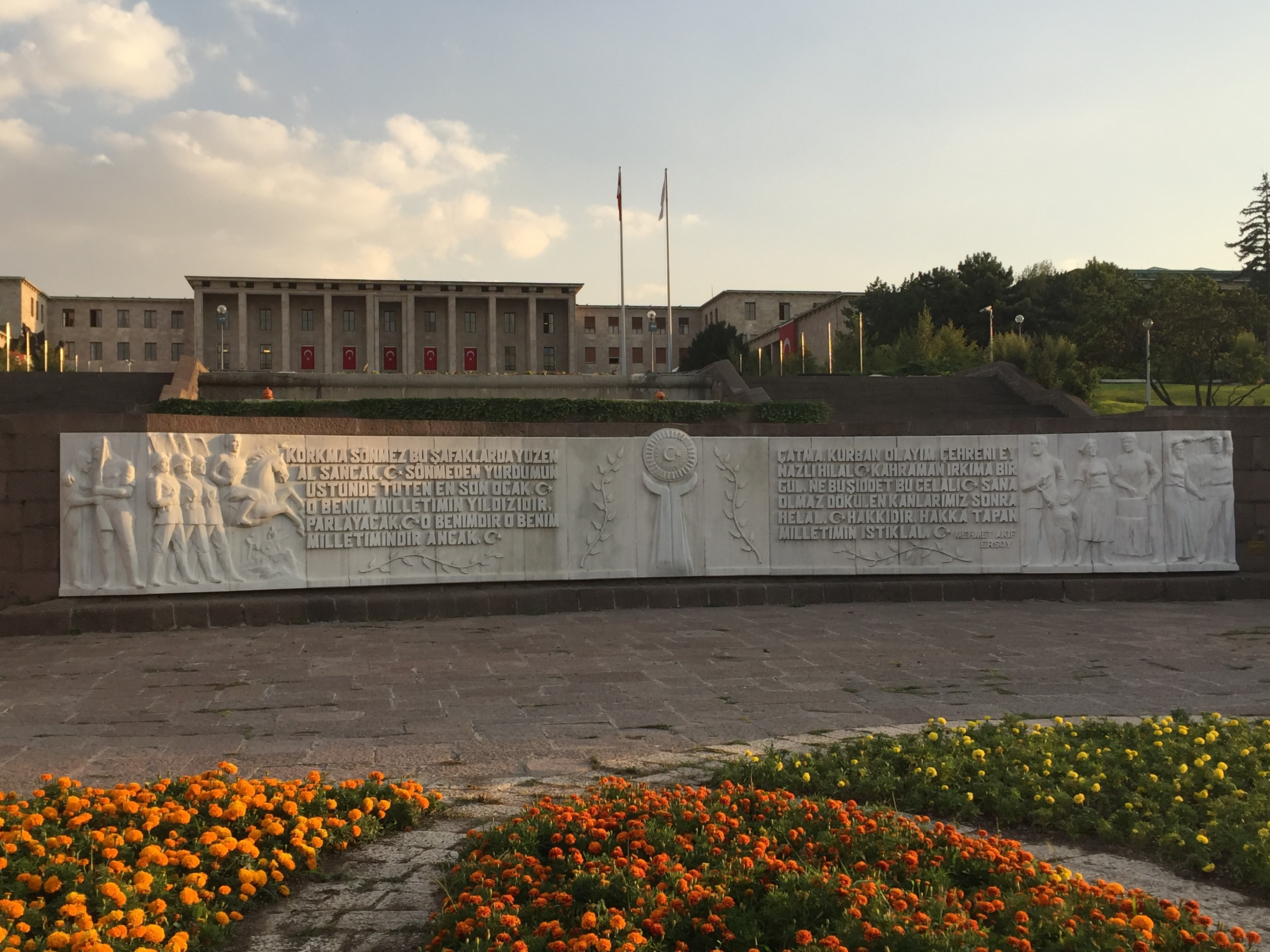
Il terzo e attuale edificio della Grande Assemblea Nazionale della Turchia ad Ankara è stato progettato da Clemens Holzmeister nel 1938.

## Onori e premi
- Gran Premio dello Stato Austriaco per l'Architettura (giugno 1953)
- Anello onorario di Vienna (1955)
- Medaglia austriaca per le scienze e per le arti (1957)[1]
- Gran Decorazione d'Onore in Oro con Stella per i Servizi alla Repubblica d'Austria (1981)[1]
- Ordine al Merito della Repubblica di Turchia (1990)

## Lavori
Edifici sacri
- Chiesa Parrocchiale di San Giovanni Battista, Batschuns (1921-1923)
- Kloster Maria Hilf con la casa di ritiro delle Missionarie del Preziosissimo Sangue a Kufstein (1923, 1928)
- Ampliamento della chiesa parrocchiale di Obergurgl nel comune di Sölden (1924, 1966)
- Parrocchia Mariahilf (Heldendankkirche) a Bregenz (1925-1931), Vorarlberg
- Chiesa parrocchiale Crimea a Vienna Dobling (1931/1932)
- Ricostruzione e ampliamento della chiesa parrocchiale Dornbach a Vienna Hernals (1931/1932)
- Ricostruzione e ampliamento della chiesa parrocchiale di St. Anton am Arlberg (1932)
- Filialkirche Erlöserkirche a Wiener Neustadt; Ricostruzione di un edificio industriale alla Chiesa (1932)
- Chiesa commemorativa di Seipel-Dollfuss (oggi Chiesa di Cristo Re) Neufünfhaus a Vienna (1933/1934)
- Chiesa parrocchiale di St. Erhard, Mauer (Vienna) (1934-1936)
- Chiesa evangelica di Cristo a Kitzbühel (1962)
- Chiesa Parrocchiale di Tutti i Santi -S. George, Hoetting, Innsbruck (completato nel 1964)
- Parrocchia Pertisau, Tirolo (1966-1970)
- Parrocchia Don Bosco (Großfeldsiedlung) a Vienna Floridsdorf (costruita nel 1971)
- Cappella dell'Angelo Custode (Schutzengel-Kapelle) nella Schlickeralm nel comune di Telfes
- Parrocchia Erpfendorf, Tirolo
- Parrocchia Bruckhäusl a Wörgl, Tirolo
- Chiesa di Cristo Re a Gloggnitz
- Camera mortuaria Grafstein (Carinzia) (1965)
- Chiesa di Santo Stefano a Gmünd (Bassa Austria), Ampliamento 1981-1982
- Chiesa parrocchiale di Zwölfaxing (1966-1967)
- Filialkirche Holzhausen, comunità Sankt Georgen bei Salzburg, Ampliamento nel 1985

Edifici civili
- Scuola elementare a Marbach an der Donau (debutto)
- Feuerhalle Simmering a Vienna (1921-1922)
- Sanatorio Mehrerau di Bregenz (1922-1923)
- Hotel Steinbock a Steinach am Brenner (costruito nel 1923; demolito nel 1986)
- Consiglio Blathof a Vienna (1924-1925)
- Hotel Post a St. Anton am Arlberg (1927/1928)
- Il Berghaus sull'Hahnenkamm, Kitzbühel (1929/1930)
- Dormitorio del cardinale Piffl di Akademikerhilfe a Vienna (1931/1932)
- Nuovo centro termale/terapeutico a Bad Ischl (1932, oggi: Euro Therme Bad Ischl)
- 2 case nella Werkbundsiedlung Vienna (1932)
- Memoriale a Fuschertörl, Strada alpina del Grossglockner (1933)
- Broadcasting House Argentinierstraße a Vienna (1935-1939)
- Festspielhaus di Salisburgo (una ricostruzione nel 1926; due ricostruzioni nel 1936/1938)
- Teatro statale di Linz (1953-1958)
- Grosses Festspielhaus di Salisburgo (1955-1960)
- Schülerheim Don Bosco a Fulpmes
- Leopold Figl di Tulbingerkogel Bassa Austria (1966–67; aperto nel 1968)
- Scuola elementare Grafstein (Carinzia) (1969/1971)
- Scuola elementare Jenbach, Tirolo
- Sala della cultura presso la scuola elementare Himmelberg, Carinzia (1978/1980)
- Monumento ad Andreas Hofer a Vienna-Wieden sulla Südtirolerplatz (progetto, eseguito da Jacob Adlhart)

Germania
Edifici sacri
- Chiesa parrocchiale di Santa Maria Assunta, Mary Green, Blankenese, 1929-1930
- Cattedrale di Sant'Edvige, Berlino, ristrutturazione espressionista dell'interno della chiesa episcopale (distrutta in guerra)
- Chiesa parrocchiale di San Pietro, Mönchengladbach -Waldhausen, 1933
- Chiesa di Sant'Adalberto, Berlin-Mitte, 1933
- Chiesa parrocchiale di Sant'Agata, Merchingen
- Chiesa parrocchiale cattolica di San Martino, Norimberga, 1934-1935, ricostruzione secondo il progetto di Rolf Behringer 1946-1948
- Chiesa di Cristo Re a Kleve (1934), (distrutta in guerra nel 1944)
- Santa Maria Maddalena, Brotdorf
- Convento francescano, Hermeskeil
- Ricostruzione nella chiesa romanica di St. Georg (Colonia)
- Chiesa parrocchiale di Augusta-Hochzoll, 1964-1966

Edifici civili
- Monumento nazionale Schlageter, Dusseldorf-Golzheim, 1931

Italia
- Hotel Drei Zinnen, Sesto, 1929-1931
- Hotel Adler, Sant'Ortisei, 1926
- Villa Dr. Runggaldier, Ortisei, 1926
- Villa Pretz, Bolzano, 1926-1928
- Insediamento Klösterlegrund, Bolzano, 1925
- Ricostruzione della chiesa parrocchiale di San Vigilio, Untermais, Merano

Turchia
- Ministero della Difesa 1928
- L'Ufficio del comandante in capo 1929-1930
- Club degli ufficiali di Ankara 1930-1933
- Accademia di guerra 1930-1935
- Palazzo Çankaya 1931-1932
- Banca Centrale 1931-1933
- Ministero dell'Interno 1932-1934
- Corte d'Appello 1933-1934
- Banca di Credito immobiliare 1933-1934
- Ambasciata d'Austria 1935-1936
- Grande Assemblea Nazionale Turca 1938-1960